# アンジェロ・モスカ
"キングコング" アンジェロ・モスカ（"King Kong" Angelo Mosca、1937年2月13日 - 2021年11月6日）は、アメリカ合衆国の元アメリカンフットボール選手、プロレスラー。マサチューセッツ州ウォルサム出身。
カナディアン・フットボール・リーグで活躍し、ハミルトン・タイガーキャッツに長期間在籍。プロレス転向後は主にヒールのポジションにいたが、タイガーキャッツの本拠地ハミルトンやトロントなど、カナダのオンタリオ州ではベビーフェイスとして観客の声援を集めた。

## 来歴
ノートルダム大学ではアメリカンフットボールの花形選手として活躍。NFLドラフトでフィラデルフィア・イーグルスに指名されるが、1958年にCFLのハミルトン・タイガーキャッツに入団。グレイ・カップを4度獲得し、1987年にはCFL殿堂入りを果たしている。
タイガーキャッツ在籍中の1968年、同じくCFL出身のジン・キニスキーの勧めにより、オフシーズンを利用してプロレスラーとしてデビュー。同年6月24日にはカナダのモントリオールにてエドワード・カーペンティアと組み、ハンス・シュミット&ワルドー・フォン・エリックと対戦するなど、キャリア初期はベビーフェイスのポジションで活動。翌1969年4月25日にはスチュ・ハートが主宰するカルガリーのスタンピード・レスリングにおいて、アーチー・ゴルディーから北米ヘビー級王座を奪取している。
その後もCFLプレイヤーとの二足の草鞋を続け、1971年3月には日本プロレスの第13回ワールドリーグ戦に初来日。ジャイアント馬場、アントニオ猪木、大木金太郎には連敗したものの、吉村道明以下、ミツ・ヒライ、星野勘太郎、山本小鉄などの中堅日本人選手からは勝利を収め、外国人陣営ではザ・デストロイヤー、アブドーラ・ザ・ブッチャー、キラー・カール・コックスに次ぐ4位の戦績を残した。
1972年にCFLを引退してプロレスに専念するようになってからはヒールのラフ&パワーファイターとして活躍。1973年2月にはマッドドッグ・バションやホースト・ホフマンと共に国際プロレスに来日、ストロング小林やグレート草津とのシングル戦をはじめ、ミスター珍や鶴見五郎などの中堅・若手選手2人を相手にしたハンディキャップ・マッチも行った。
1975年7月7日、カリフォルニア州サンノゼにてパット・パターソンを下し、サンフランシスコ版のUSヘビー級王座を奪取。1976年からはジム・クロケット・ジュニアの運営するノースカロライナのNWAミッドアトランティック地区に参戦し、4月14日にトーナメントの決勝でティム・ウッズを破り同地区認定のTV王座を獲得した。1978年3月10日にはカナダのウィニペグでビル・ロビンソンからAWA大英帝国ヘビー級王座を、1979年7月9日にはトライステート地区（後のMSWA）でマイク・シャープ・ジュニアからNWAブラスナックル王座をそれぞれ奪取している。また、1978年はジム・バーネットの主宰するジョージア・チャンピオンシップ・レスリングにてスタン・ハンセンとも大型ファイター同士の抗争を繰り広げた。
1980年1月、全日本プロレスへの来日で久々に日本マットに参戦（同時参加の外国人選手はロビンソン、ブルーザー・ブロディ、ダッチ・マンテル、ビル・アーウィンなど）。1月3日の後楽園ホール大会では、ブロディとのタッグチーム "ザ・キングコングス" で馬場&ジャンボ鶴田のインターナショナル・タッグ王座に挑戦。戴冠は果たせなかったものの、3本勝負で鶴田から1本先取し引き分けに持ち込んでいる。
帰米後はNWAミッドアトランティック地区の提携団体だったカナダ・オンタリオ州トロントのメイプル・リーフ・レスリングを主戦場に、ベビーフェイスのポジションでグレート・ハッサン・アラブことアイアン・シークとNWAカナディアン・ヘビー級王座を巡る抗争を展開（以降1984年にかけて、シーク、ミスター・フジ、ビッグ・ジョン・スタッド、サージェント・スローターを破り通算5回に渡って同王座を獲得）。ジミー・スヌーカ、レイ・スティーブンス、マスクド・スーパースター、グレッグ・バレンタイン、イワン・コロフ、ロディ・パイパーとも対戦した。
1981年1月よりキングコング・モスカのリングネームでWWFに登場。キャプテン・ルー・アルバーノをマネージャーに迎え、5月4日と6月8日にニューヨークのマディソン・スクエア・ガーデンにてボブ・バックランドのWWFヘビー級王座に連続挑戦。アンドレ・ザ・ジャイアントやブルーノ・サンマルチノともシングルマッチを行い、ペドロ・モラレスのインターコンチンネンタル・ヘビー級王座にも再三挑戦した。トニー・ガレア&リック・マーテルが保持していたWWFタッグ王座にも、ドン・ムラコやラリー・シャープ、さらにはキラー・カーンとも組んで度々挑戦したが、WWFと提携していた新日本プロレスへの来日は実現しなかった。
1982年の上期はプエルトリコのWWCに参戦して、2月20日にピエール・マーテルからカリビアン・ヘビー級王座を奪取。同年下期からはNWAのフロリダ地区に定着。J・J・ディロンをマネージャーにアーニー・ラッドやボビー・ダンカンと共闘して、ダスティ・ローデス、ロン・バス、ブラックジャック・マリガン、バリー・ウインダム、ジョー・ルダックらと抗争。1983年4月にはルーファス・ジョーンズを破ってNWAバハマズ・ヘビー級王座を獲得、9月9日にはポートオレンジにてハーリー・レイスのNWA世界ヘビー級王座に挑戦。1984年5月30日にはマイク・ロトンドからフロリダ版のNWA南部ヘビー級王座を奪取した。
その後はミッドアトランティック地区に戻り、息子のアンジェロ・モスカ・ジュニアと親子タッグを結成。1984年後半からはベビーフェイスとしてWWFに再登場、NWAからWWFに持株会社が移行したメイプル・リーフ・レスリングのカラー・コメンテーターも務めた。WWF離脱後はオンタリオ地区でプロモート業に携わり、モスカ・ジュニアのプレイング・マネージャーも務めるが、ジュニアは大成することなく、モスカ自身も1980年代後半にプロレス界から引退した。
引退後はオンタリオ州のセントキャサリンズに居住して不動産業を営む一方、ナイアガラ地域におけるCFLの興行にも携わっている。2011年12月13日にはタイガー・ジェット・シンがカナダで主催している慈善事業活動に協力した。
2021年11月6日、84歳で死去。

## 得意技
- エルボー・ドロップ
- ショルダー・ブロック
- ベアハッグ
- バックブリーカー
- パイルドライバー
- ネック・ハンギング・ツリー

## 獲得タイトル
スタンピード・レスリング
- スタンピード北米ヘビー級王座：1回[7]

NWAサンフランシスコ
- NWA USヘビー級王座（サンフランシスコ版）：1回[10]

ミッドアトランティック・チャンピオンシップ・レスリング
- NWAミッドアトランティックTV王座：2回[11]

メープル・リーフ・レスリング
- NWAカナディアン・ヘビー級王座（トロント版）：5回[16]

NWAトライステート
- NWAブラスナックル王座（トライステート版）：1回[13]

ジョージア・チャンピオンシップ・レスリング
- NWAジョージア・ヘビー級王座：1回

チャンピオンシップ・レスリング・フロム・フロリダ
- NWA南部ヘビー級王座（フロリダ版）：1回[27]
- NWAバハマズ・ヘビー級王座：1回[25]
- NWAフロリダ・グローバル・タッグ王座：1回（w / ボビー・ダンカン）[32]

アメリカン・レスリング・アソシエーション
- AWA大英帝国ヘビー級王座：1回[12]

ワールド・レスリング・カウンシル
- WWCカリビアン・ヘビー級王座：1回[22]